# Майола, Фредди
Фредди Сантьяго Майола Фернандес (исп. Freddy Santiago Mayola Fernández; род. 1 ноября 1977, Гавана) — кубинский легкоатлет, специалист по бегу на короткие дистанции. Выступал за сборную Кубы по лёгкой атлетике в конце 1990-х — начале 2000-х годов, обладатель бронзовой медали Олимпийских игр в Сиднее, серебряный призёр Панамериканских игр, многократный чемпион Кубы в спринтерских дисциплинах, действующий рекордсмен страны в беге на 50 метров в помещении.

## Биография
Фредди Майола родился 1 ноября 1977 года в Гаване, Куба.
Впервые заявил о себе в легкой атлетике в сезоне 1997 года, когда на чемпионате Кубы в Гаване выиграл бронзовую медаль в зачёте бега на 100 метров.
В 1998 году уже стал чемпионом Кубы на 100-метровой дистанции, в составе кубинской сборной выступил на Центральноамериканских и Карибских играх в Маракайбо, где занял пятое место.
В 1999 году на Панамериканских играх в Виннипеге завоевал серебряную награду в беге на 100 метров, уступив в финале только американцу Бернарду Уильямсу, тогда как в эстафете 4×100 метров в ходе предварительного квалификационного этапа кубинцы сошли с дистанции. Позднее на чемпионате мира в Севилье дошёл до полуфинала в 100-метровой дисциплине.
В феврале 2000 года на международном старте в Мадриде установил ныне действующий рекорд Кубы в беге на 50 метров в помещении — 5,61. На иберо-американском чемпионате в Рио-де-Жанейро финишировал четвёртым в дисциплине 100 метров и получил серебро в эстафете 4×100 метров. Благодаря череде успешных выступлений удостоился права защищать честь страны на летних Олимпийских играх в Сиднее — дошёл до стадии четвертьфиналов в индивидуальном беге на 100 метров, в то время как в эстафете 4×100 метров вместе с соотечественниками Хосе Анхелем Сесаром, Иваном Гарсией и Луисом Альберто Пересом-Риондой завоевал бронзовую олимпийскую медаль, пропустив вперёд только команды США и Бразилии.
В 2001 году финишировал четвёртым в 60-метровом беге на чемпионате мира в помещении в Лиссабоне. На чемпионате мира в Эдмонтоне был дисквалифицирован в ходе предварительного квалификационного забега на 100 метров, в эстафете 4×100 метров так же не показал никакого результата, досрочно завершив выступление.
В 2002 году в составе команды Америки занял второе место в эстафете 4×100 метров на Кубке мира в Мадриде.
Впоследствии ещё в течение многих лет оставался действующим спортсменом, регулярно принимал участие в различных коммерческих стартах. Завершил спортивную карьеру по окончании сезона 2016 года.